# Michael Johnson (atleta)
Michael Duane Johnson (Dallas, Texas, 13 de septiembre de 1967) es un atleta estadounidense ya retirado, especialista en las pruebas de 200 y 400 metros. Ganó cuatro medallas de oro olímpicas y poseyó, hasta los Juegos Olímpicos de Río 2016 (donde el sudafricano Wayde van Niekerk logró un crono de 43,03 segundos), la plusmarca mundial de 400 metros con 43,18 segundos. También pulverizó el récord del mundo de los 200 en la Olimpiada de Atlanta 96 —récord que estaba en posesión del último récordman blanco (Pietro Mennea)— hasta que Usain Bolt volvió a batirlo.

## Biografía

### Primera etapa
A nivel internacional se dio a conocer en 1990 cuando con 22 años consiguió en Edimburgo una marca de 19,85 en los 200 m, que le convirtieron en el hombre más rápido del año en esa distancia, y único en bajar de 20 segundos. 
En septiembre de ese mismo año corrió en Rieti, Italia, los 400 m en 44,21 el tercer mejor registro del año, solo por detrás del estadounidense Danny Everett (44,06) y del cubano Roberto Hernández (44,14).
En 1991 consiguió su primera medalla de oro en un gran campeonato, venciendo en los 200 m de los Mundiales de Tokio, con un tiempo de 20,01. Además ese año acabó como líder mundial en ambas distancias, con 19,88 en los 200 m conseguidos en Barcelona, y 44,17 en los 400 m conseguidos en Lausana.
Johnson era el gran favorito para ganar la medalla de oro en los 200 m de los Juegos Olímpicos de Barcelona 1992, prueba en la que pocas semanas antes de los Juegos había hecho su mejor marca en Nueva Orleans, con 19,79. Sin embargo en Salamanca sufrió una intoxicación alimentaria días antes de disputar su prueba, y eso hizo que fuera eliminado en las semifinales.
Finalmente el campeón olímpico sería su compatriota Michael Marsh. Johnson pudo al menos ganar su primera medalla de oro olímpica en la prueba de relevos 4 × 400 m, donde el equipo estadounidense formado por Andrew Valmon, Michael Johnson, Quincy Watts y Steve Lewis batió la plusmarca mundial con 2:55,74. En ese año 1992 Johnson finalizó segundo en el escalafón mundial de 200 m (19,79 en Nueva Orleans) y tercero en el de 400 m (43,98 en Londres)
En 1993 Johnson decidió centrarse sobre todo en la prueba de 400 m, y en los Campeonatos del Mundo de Stuttgart, ganó la medalla de oro en esta prueba, batiendo además su mejor marca personal con 43,65 (líder del año). En esos mismo Campeonato volvió a ganar el oro con su país en los relevos 4 × 400 m, estableciendo otra plusmarca mundial con 2:54,29. El equipo lo formaban Andrew Valmon, Quincy Watts, Harry Reynolds y Michael Johnson. En 200 m su mejor registro del año fueron 20,06 en Lausanne, el quinto del escalafón mundial. 
En 1994, sin grandes competiciones por disputar, volvió a reafirmar su dominio en los 400 m, haciendo en Madrid 43,90, el mejor registro del año. En 200 m hizo 19,94 en Mónaco, segundo del año por detrás del británico John Regis (19,87)

### Doblete en Gotemburgo y Atlanta
En 1995 decidió por fin intentar el doblete (200 y 400 m) en un gran campeonato, concretamente en los Mundiales de Gotemburgo. La experiencia resultó un completo éxito, pese a la dureza que supone disputar ocho carreras (eliminatorias, cuartos, semifinales y final de ambas pruebas) en tan pocos días. Johnson consiguió vencer primero en los 400 m batiendo su plusmarca personal con 43,39; apenas a 10 centésimas de la plusmarca mundial, y pocos días después obtuvo el oro en los 200 m con 19,79, igualando su mejor marca personal. Era el primer hombre en ganar los 200 y los 400 m en un Campeonato del Mundo. Para completar su magnífica actuación, ganó una tercera medalla de oro en los relevos 4 × 400 m, aunque esta vez sin plusmarca (2:57,32).
1996 sería el mejor año de su carrera deportiva. El 23 de junio, pocas semanas antes de disputarse los Juegos Olímpicos de Atlanta, consiguió batir precisamente en Atlanta la vieja plusmarca mundial de los 200 m, que ostentaba desde 1979 el italiano Pietro Mennea, que lo batiera en la Universidad de México con 19,72. Michael Johnson hizo 19,66 y acabó así con la plusmarca más antigua que quedaba en el atletismo.
En los Juegos Olímpicos de Atlanta fue la gran estrella del atletismo, al convertirse en el primer hombre en ganar los 200 y los 400 m en unos Juegos. En los 400 m venció con autoridad y con un gran tiempo de 43,49, el mejor de año.
Pero lo que más recuerda de los Juegos de Atlanta es su victoria en la final de los 200 m, para muchos la mejor actuación atlética nunca vista en un estadio de atletismo corriendo el 200 en 19,32 (hasta agosto de 2008, cuando en los JJ. OO. de Pekín 2008 el jamaicano Usain Bolt completó una carrera espectacular batiendo dicha plusmarca mundial de 19,32, reduciéndola en dos centésimas). En Atlanta no participó en los relevos 4 × 400 m, lo que no impidió que Estados Unidos lograse una nueva medalla de oro.

### Plusmarca en 400 metros
A partir de esta fecha Johnson decidió centrarse definitivamente en los 400 m en busca de la plusmarca mundial de esa prueba, lo único que le faltaba por lograr.
En 1997 participó en los 400 m de los Mundiales de Atenas, ganando el oro por tercera vez consecutiva en esta prueba, con 44,12. Su mejor marca del año fue de 43,75 hecha en Waco, Texas.
En 1998 su mejor marca fue de 43.68, hecha en Zúrich. En ese año un equipo formado por Jerome Young, Antonio Pettigrew, Tyree Washington y el propio Johnson, batió en Nueva York la plusmarca mundial de relevos 4 × 400 m, dejándola en 2:54,20. Esta marca continua vigente hoy en día.
Sería en 1999 cuando por fin iba a lograr su gran objetivo. Fue en los Campeonatos del Mundo de Sevilla. En una carrera inolvidable, Michael Johnson consiguió batir la plusmarca de los 400 m que ostentaba su compatriota Butch Reynolds desde 1988 con 43,29. Johnson hizo 43,18 y consiguió su cuarto título mundial en esta prueba, sacándole más de un segundo de ventaja al medallista de plata Sanderlei Parrela (44,29), algo sin precedentes.
El año 2000 sería el de su despedida definitiva del atletismo, con 33 años, y lo hizo como casi siempre, a lo grande. En los Juegos Olímpicos de Sídney ganó la medalla de oro de los 400 m (43,84), que completaban un extraordinario palmarés olímpico de cuatro medallas de oro en tres Juegos Olímpicos.

## Progresión y récords personales

### Progresión en los 100, 200, 300 y 400 metros
| Año  | 100 m | Lugar          | 200 m | Lugar              | 300 m | Lugar     | 400 m      | Lugar           | 400 m indoor | Lugar        |
| ---- | ----- | -------------- | ----- | ------------------ | ----- | --------- | ---------- | --------------- | ------------ | ------------ |
| 1986 |       |                | 21,30 |                    |       |           |            |                 |              |              |
| 1987 |       |                | 20,41 | Waco (TX)          |       |           | 46,29      |                 |              |              |
| 1988 |       |                | 20,07 | Austin (TX)        |       |           | 45,23      | Waco (TX)       |              |              |
| 1989 |       |                | 20,47 | Waco (TX)          |       |           | 46,49      |                 |              |              |
| 1990 |       |                | 19,85 | Edinburgh          |       |           | 44,21      | Rieti           |              |              |
| 1991 |       |                | 19,88 | Barcelona          |       |           | 44,17      | Lausanne        |              |              |
| 1992 |       |                | 19,79 | Nueva Orleans (LA) |       |           | 43,98      | Londres         |              |              |
| 1993 |       |                | 20,06 | Lausanne           |       |           | 43,65      | Stuttgart       | 45,14        | Birmingham   |
| 1994 | 10,09 | Knoxville (TN) | 19,94 | Mónaco             | 31,56 | Salamanca | 43,90      | Madrid          | 45,17        | Birmingham   |
| 1995 |       |                | 19,79 | Gotemburgo         |       |           | 43,39      | Gotemburgo      | 44,63        | Atlanta (GA) |
| 1996 |       |                | 19,32 | Atlanta (GA)       |       |           | 43,44      | Atlanta (GA)    | 44,66        | Atlanta (GA) |
| 1997 |       |                | 20,05 | Des Moines (IA)    |       |           | 43,75      | Waco (TX)       |              |              |
| 1998 |       |                | 20,31 | Arlington (TX)     |       |           | 43,68      | Zürich          |              |              |
| 1999 |       |                | 19,93 | Bruselas           |       |           | 43,18 (RM) | Sevilla         |              |              |
| 2000 |       |                | 19,71 | Pietersburg        | 30,85 | Pretoria  | 43,68      | Sacramento (CA) |              |              |

### Marcas personales
- 100 metros - 10,09 (Knoxville, 15 Jun 1994)
- 200 metros - 19,32 (Atlanta, 01 Ago 1996)
- 300 metros - 30,85 (Pretoria, 24 Mar 2000)
- 400 metros - 43,18 (Sevilla, 26 Ago 1999)

### Plusmarcas mundiales
200 metros:
- 19,66 - Atlanta (23 Jun 1996)
- 19,32 - Atlanta (01 Ago 1996)

(Ya no posee la marca del mundo de 200 metros lisos, fue batida el 20 de agosto de 2008 por el jamaicano Usain Bolt con un tiempo de 19,30s; y posteriormente por el mismo Bolt, con un tiempo de 19,19s en los mundiales de Berlín el 20 de agosto de 2009)

300 metros:
- 30,85 - Pretoria (24 Mar 2000)

(Ya no posee la marca del mundo de 300 metros lisos, fue batida el 28 de junio de 2017 por el sudafricano Wayde van Niekerk con un tiempo de 30,81s en la Ostrava Golden Spike en Chequia) 

400 metros:
- 43,18 - Sevilla (26 Ago 1999)

(Ya no posee la marca del mundo de 400 m, fue batida el 14 de agosto de 2016 en las olimpiadas de Río de Janeiro (Brasil) por el sudafricano Wayde van Niekerk con un tiempo de 43,03 s)
- (cubierto) 44,97 - Reno (10 Feb 1995)
- (cubierto) 44,63 - Atlanta (04 Mar 1995)

(Ya no posee la marca del mundo cubierta de 400 m, fue batida el 12 de febrero de 2005 en Fayetteville por el estadounidense Kerron Clement con un tiempo de 44,57 s)
4 x 400 metros:
- 2:55,74 - Barcelona (08 Aug 1992)
- 2:54,29 - Stuttgart (22 Aug 1993)

Un posterior récord de 2:54,20 - Nueva York (02 Jul 1998) fue anulado en la sesión del IAAF del 12 de agosto de 2008 después de que uno de sus componentes, Antonio Pettigrew, reconociera que se había dopado entre 1997 y 2003.

## Resultados

### Competiciones
- Mundiales de Tokio 1991

1.º en 200 m (20,01)
- Juegos Olímpicos de Barcelona 1992

1.º en 4 × 400 m (2:55,74 RM))
- Mundiales de Stuttgart 1993

1.º en 400 m (43,65), 1.º en 4 × 400 m (2:54,29 RM)
- Mundiales de Gotemburgo 1995

1.º en 200 m (19,79), 1.º en 400 m (43,39), 1.º en 4 × 400 m (2:57,32)
- Juegos Olímpicos de Atlanta 1996

1.º en 200 m (19,32 RM), 1.º en 400 m (43,49)
- Mundiales de Atenas 1997

1.º en 400 m (44,12)
- Mundiales de Sevilla 1999

1.º en 400 m (43,18 RM)
- Juegos Olímpicos de Sídney 2000

1.º en 400 m (43,84)

## Distinciones individuales
- Atleta del año de la IAAF

1996 y 1999
- Premio Jesse Owens

1994, 1995 y 1996